# Olite
Olite en espagnol ou Erriberri en basque est une municipalité de la communauté forale de Navarre, dans le Nord de l'Espagne.
Elle est située dans la zone linguistique mixte de la province. Elle est chef-lieu de la mérindade d'Olite et appartient à la circonscription judiciaire de Tafalla.

## Géographie

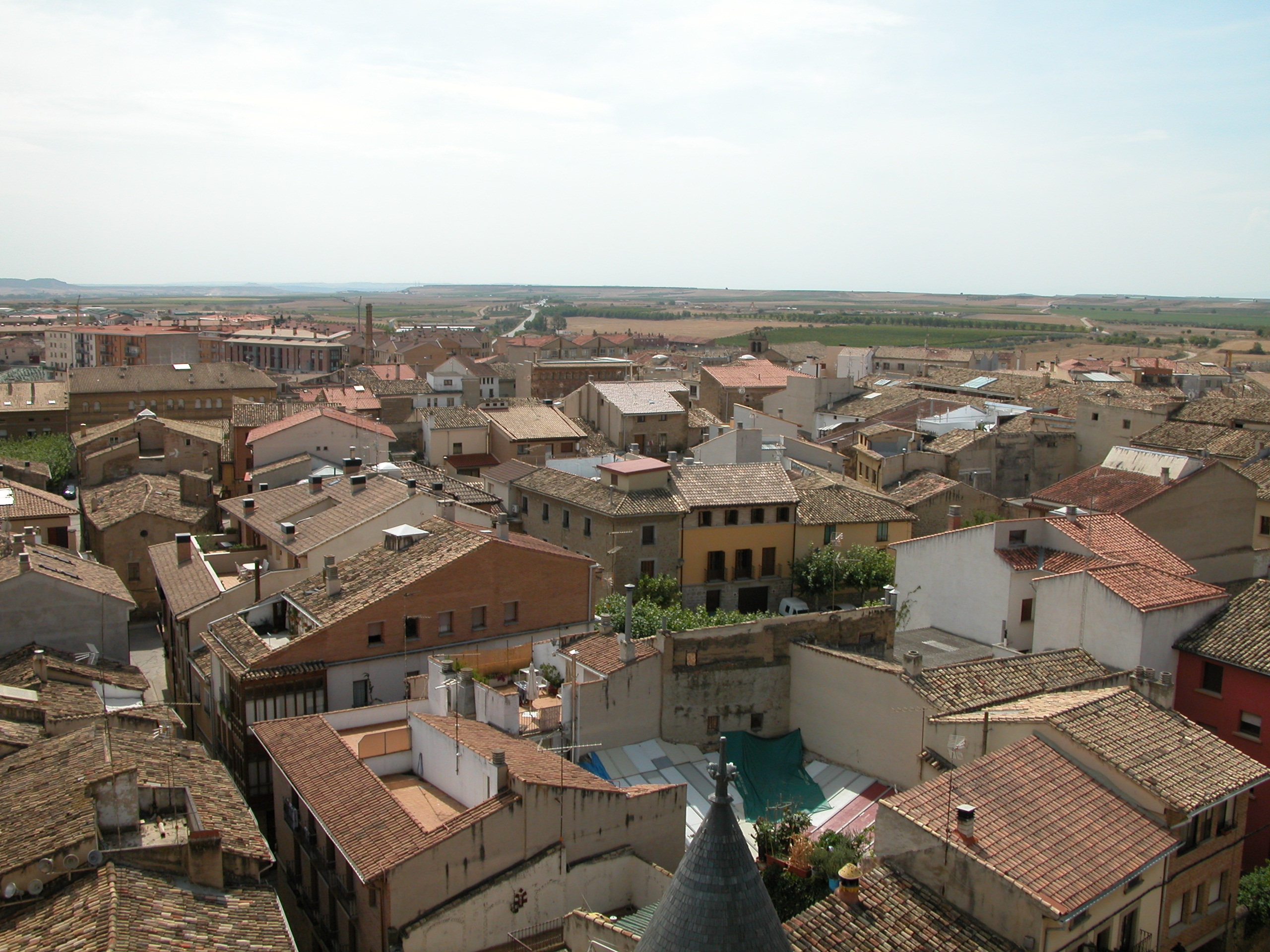
Olite vue du château.

Olite se trouve dans la zone centrale de la Navarre, sur le Zidacos, à 42 km au sud de Pampelune et 50 km au nord de Tudela.

### Villes limitrophes
- Tafalla
- San Martín de Unx
- Beire
- Pitillas
- Murillo el Cuende
- Caparroso
- Marcilla
- Falces

## Démographie
| Évolution démographique                               | Évolution démographique | Évolution démographique | Évolution démographique | Évolution démographique | Évolution démographique | Évolution démographique | Évolution démographique | Évolution démographique | Évolution démographique | Évolution démographique |
| 1996                                                  | 1998                    | 1999                    | 2000                    | 2001                    | 2002                    | 2003                    | 2004                    | 2005                    | 2006                    | 2007                    |
| ----------------------------------------------------- | ----------------------- | ----------------------- | ----------------------- | ----------------------- | ----------------------- | ----------------------- | ----------------------- | ----------------------- | ----------------------- | ----------------------- |
| 3 106                                                 | 3 109                   | 3 101                   | 3 130                   | 3 183                   | 3 244                   | 3 265                   | 3 356                   | 3 435                   | 3 494                   | 3 509                   |
| Sources: Olite et instituto de estadística de navarra |                         |                         |                         |                         |                         |                         |                         |                         |                         |                         |

## Histoire

### Antiquité romaine
Grâce aux vestiges archéologiques, on sait qu'à l'époque impériale romaine (Ier siècle), une robuste muraille défendait un petit bourg sur lequel allait être fondé plus tard la ville d'Olite[réf. nécessaire]. Par ailleurs, ont été trouvées autour du noyau urbain actuel, des restes de villas romaines. Le nom antique de cette bourgade n'est pas connu.

### Époque du royaume wisigoth
Isidore de Séville, évêque et encyclopédiste, est le premier à mentionner Olite par écrit dans Historia de regibus gothorum : selon lui, c'est le roi wisigoth Swinthila qui a fondé la ville en 621 et a entrepris de la fortifier afin de faire face aux attaques des ducs de Vasconie, dont le territoire, dépendant des rois mérovingiens de Gaule, s'étend entre la Garonne et les Pyrénées. 

### Période de la domination musulmane en Espagne
Le royaume wisigoth de Tolède s'effondre en quelques années à partir de 711, date de l'invasion de l'Hispanie par les musulmans. Ceux-ci occupent même Narbonne, en territoire franc, de 719 à 759. En revanche, Pampelune reste une ville chrétienne, plus ou moins bien protégée par les ducs de Vasconie et par les souverains carolingiens (Charles Martel, Pépin le Bref, Charlemagne).
À l'époque où Charlemagne lance sa campagne vers Saragosse en 778, en accord avec le gouverneur musulman de Barcelone, campagne qui va aboutir à la célèbre bataille de Roncevaux, Olite relève d'une famille wisigothe islamisée, les Banu Qasi.
Voir les pages :
- Banu Qasi
- Bataille de Roncevaux (778)
- Marche d'Espagne

### Après la reconquête chrétienne: l'époque du royaume de Navarre
Par un privilège donné à Estella en 1147, García IV Ramírez (es), roi de Navarre, octroie à Olite son premier for, le for des francs d'Estella (Fuero de los francos de Estella), donnant par là même à la ville des terres agricoles[pas clair]. La promulgation du for entraîne une rapide expansion d'Olite : il fournit à la ville une personnalité juridique propre permettant sa libre administration ainsi que de notables avantages fiscaux.
Les chaînes des armes de la Navarre seraient une concession accordée par le roi de Navarre aux habitants de Beire qui, avec ceux d'Olite et de Tafalla, furent les premiers à briser les chaînes entourant la tente du roi maure, lors de la bataille de Las Navas de Tolosa, première victoire des chrétiens coalisés contre les musulmans[pas clair], en 1212.
Le 17 mars 1266, à Saint-Denis, Thibaud II de Navarre octroie à Olite quinze jours de foire annuelle, comme à Estella, foire qui se tient à partir du 1er mai. À partir de la même date, des Cortes (assemblée où sont représentés la noblesse, le clergé et les villes) se tiennent à Olite. 
En janvier 1302, le roi Philippe II et sa femme Jeanne, accédant aux demandes de la cité, déplacent la foire annuelle, qui commence désormais le 2 novembre.
La ville connaît une période de splendeur durant le Moyen Âge tardif, lorsqu'elle se trouve être un des lieux de résidence favoris des rois de Navarre. À partir du XVe siècle, le roi Charles III de Navarre, dit « le Noble », et son épouse, Eléonore de Trastamare, commencent la construction du splendide palais royal de Navarre, reflet d'une époque brillante. Olite devient le chef-lieu d'une mérindade du même nom, créée par Charles III en 1407.

### Après l'annexion de la Navarre (1512): l'époque du royaume d'Espagne
Le roi d'Espagne Philippe IV, lui octroie le statut de ville en 1630. 
Entre son époque de splendeur au XVe et le XIXe siècle, Olite traverse une période de déclin politique et démographique. 
Au début du XIXe siècle, la ville connaît de graves problèmes communaux et adhère au mouvement corporatiste agricole (la première coopérative de Navarre et la troisième d'Espagne est fondée à Olite).

## Patrimoine

### Patrimoine civil

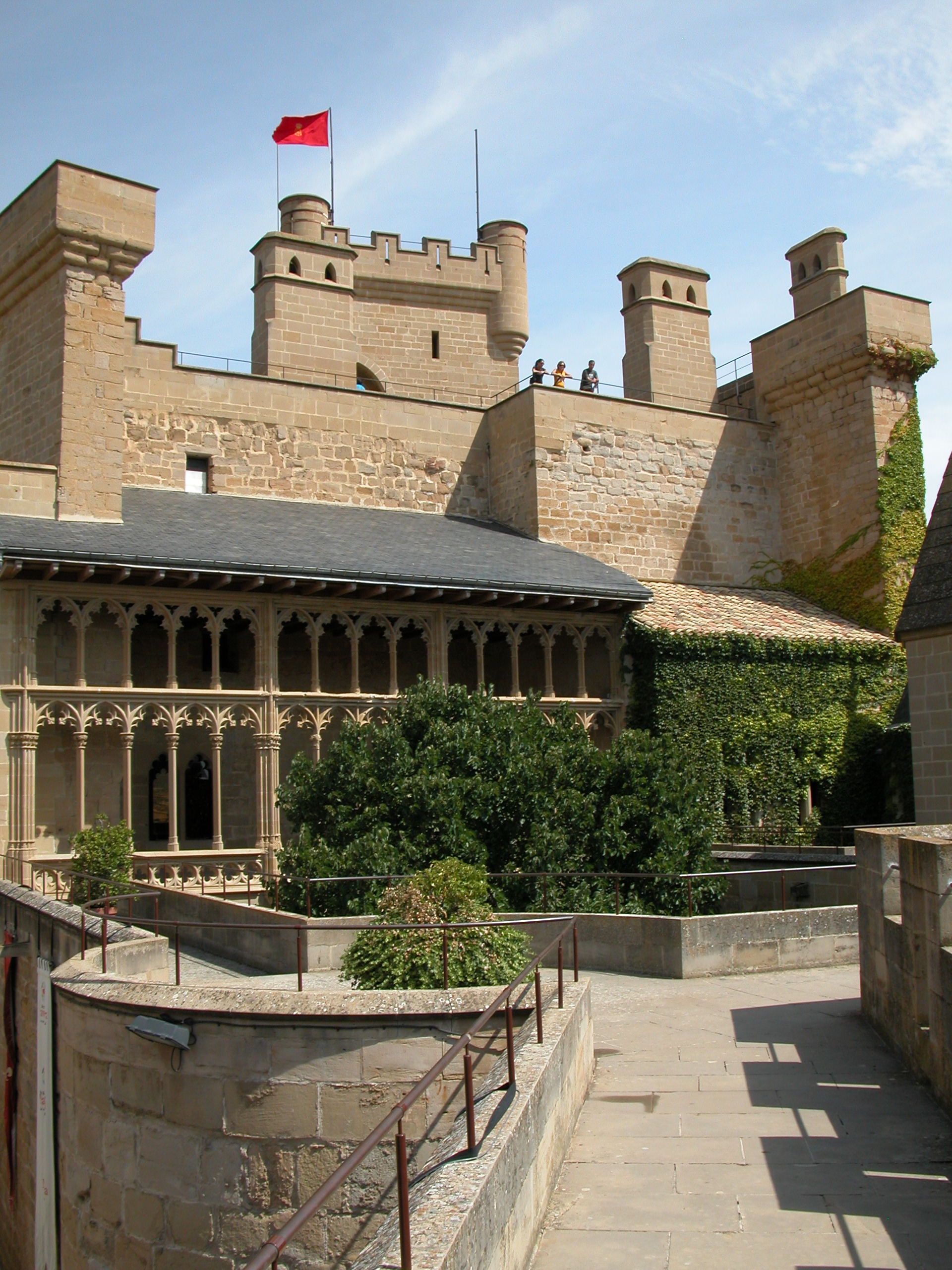
Palais des rois de Navarre à Olite.

- Le palais vieux (Palacio Viejo), dit des Thibault, Sur les fondations d'une construction romaine, l'on bâtit un premier château défensif à l'époque du roi Sanche VII le Fort, château qui sera consolidé par ses successeurs Thibaud Ier et Thibaud II (Theobaldo en espagnol, d'où le nom du château). La forteresse abrite actuellement un Parador.
- Le palais neuf des rois de Navarre est un des châteaux de la couronne du royaume de Navarre. Sa construction a commencé à partir du XVe siècle sous le règne de Charles III d'Évreux-Navarre, restauréau XXème siècle. On peut voir une tour octogonale à triple couronnement[3].

### Patrimoine religieux
- Église de San Pedro : église romane (avec agrandissements gothiques et baroques), notable pour son cloître et sa tour gothique.
- Église de Santa María La Real : église gothique du XVe siècle, célèbre pour son portail.

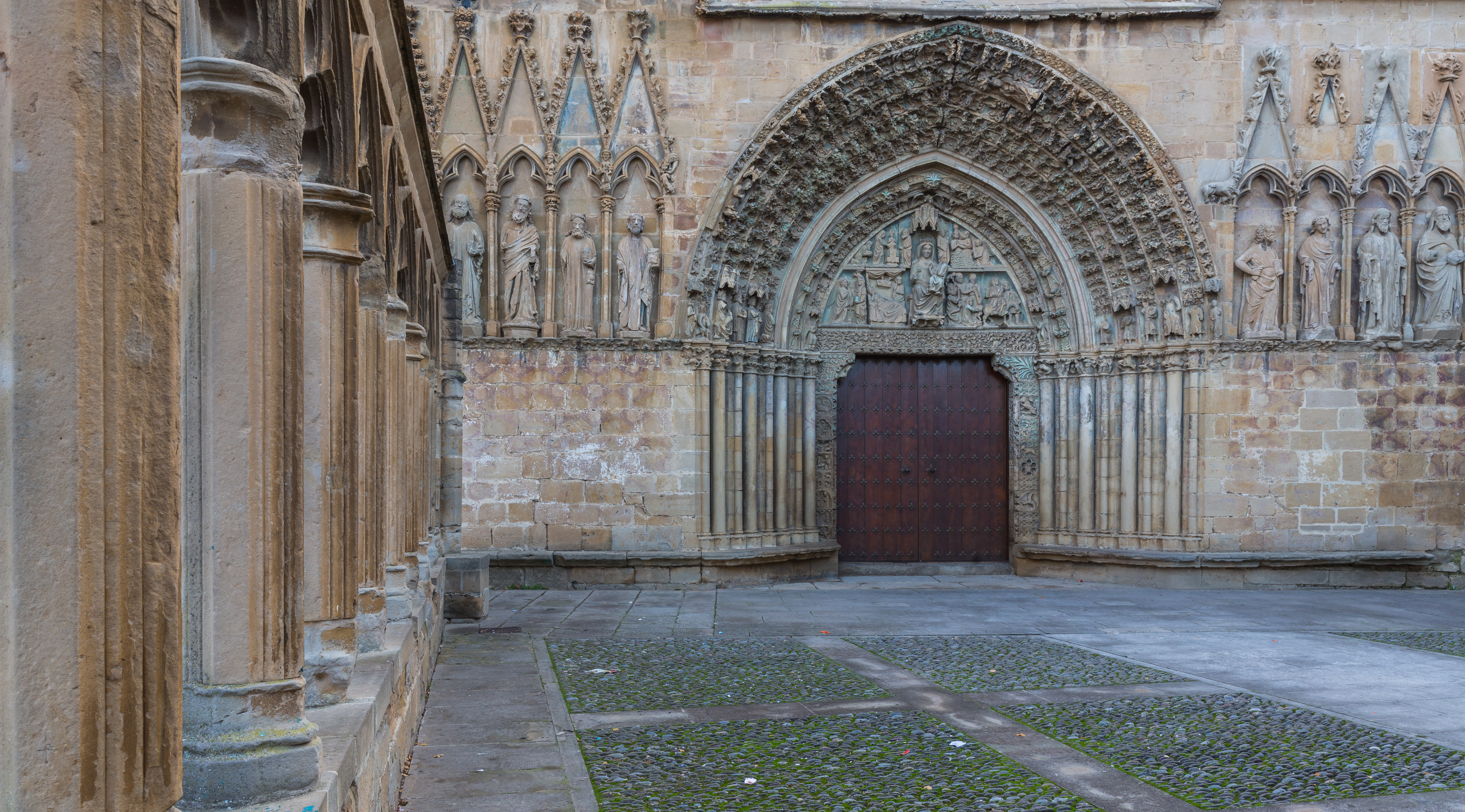
Santa María la Real d'Olite.
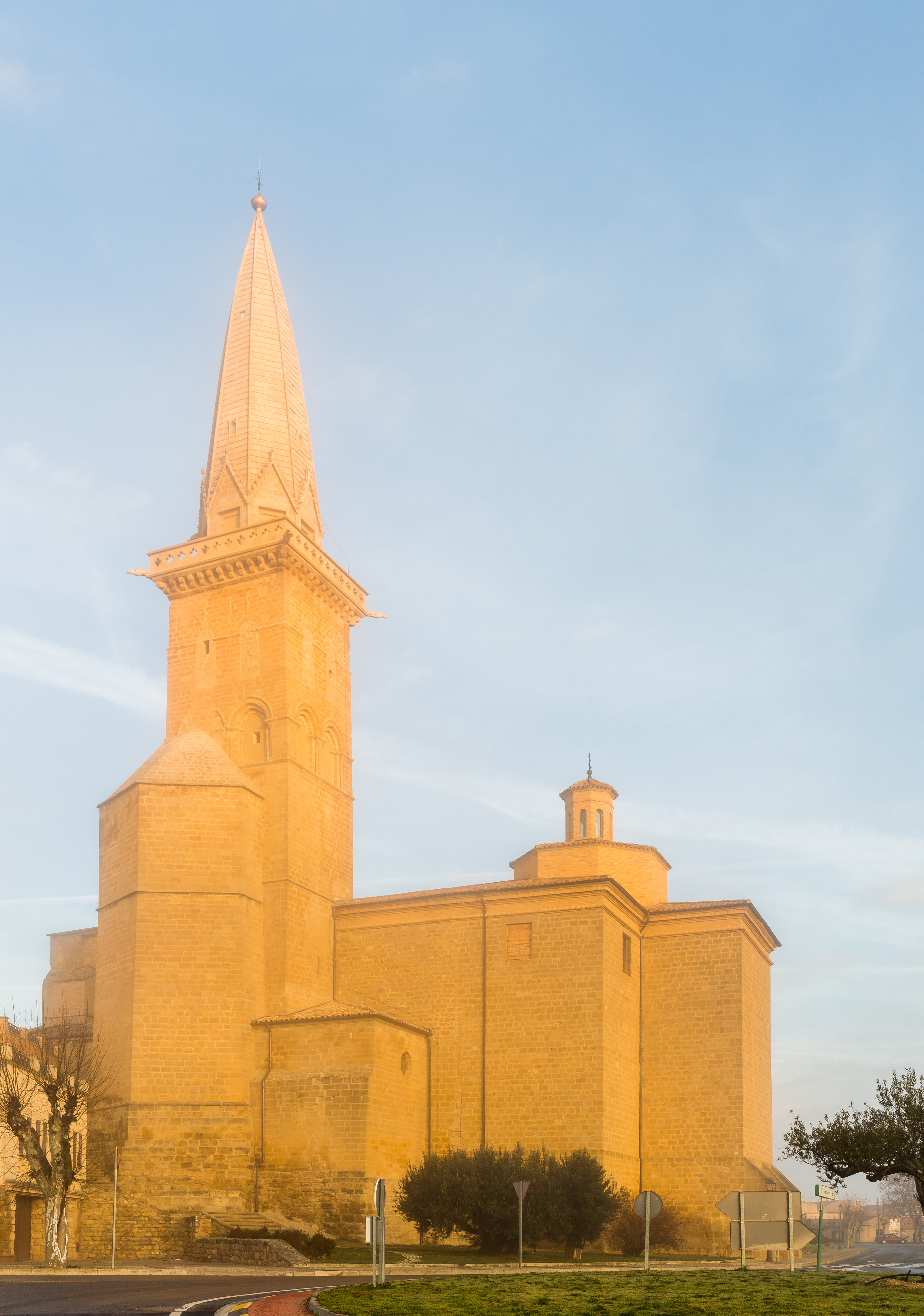
San Pedro.
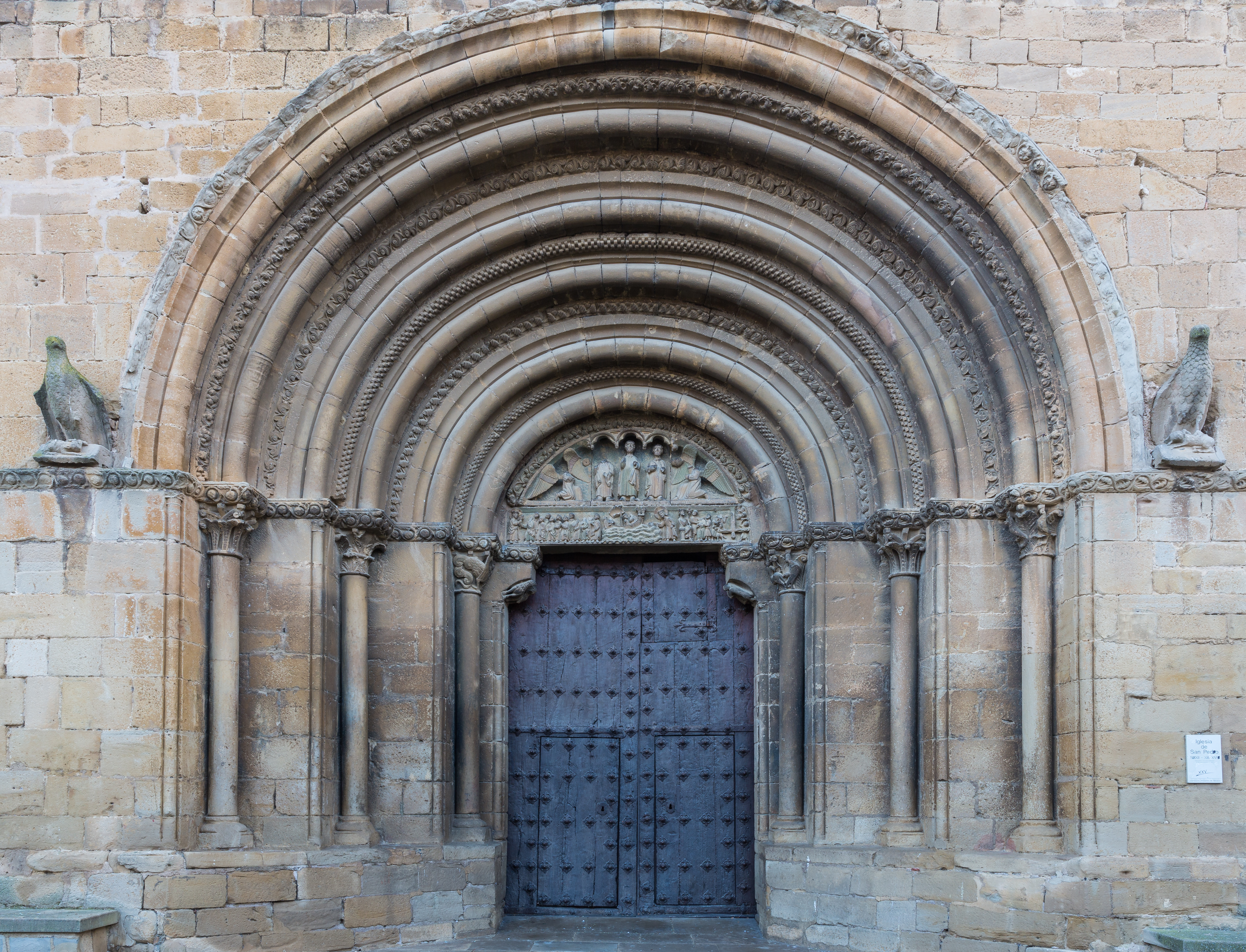
Portail de San Pedro.
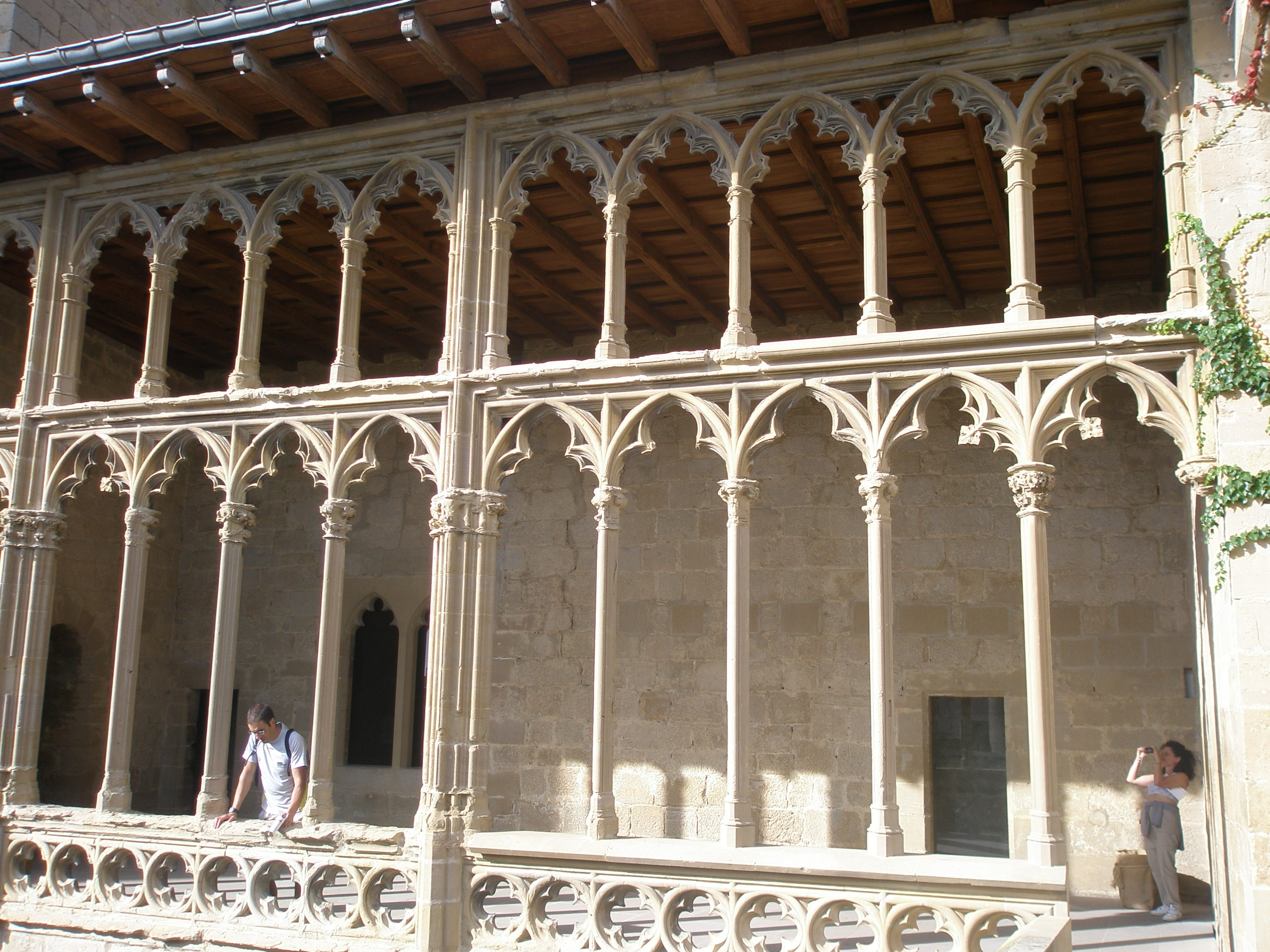
Galerie de la Reine.
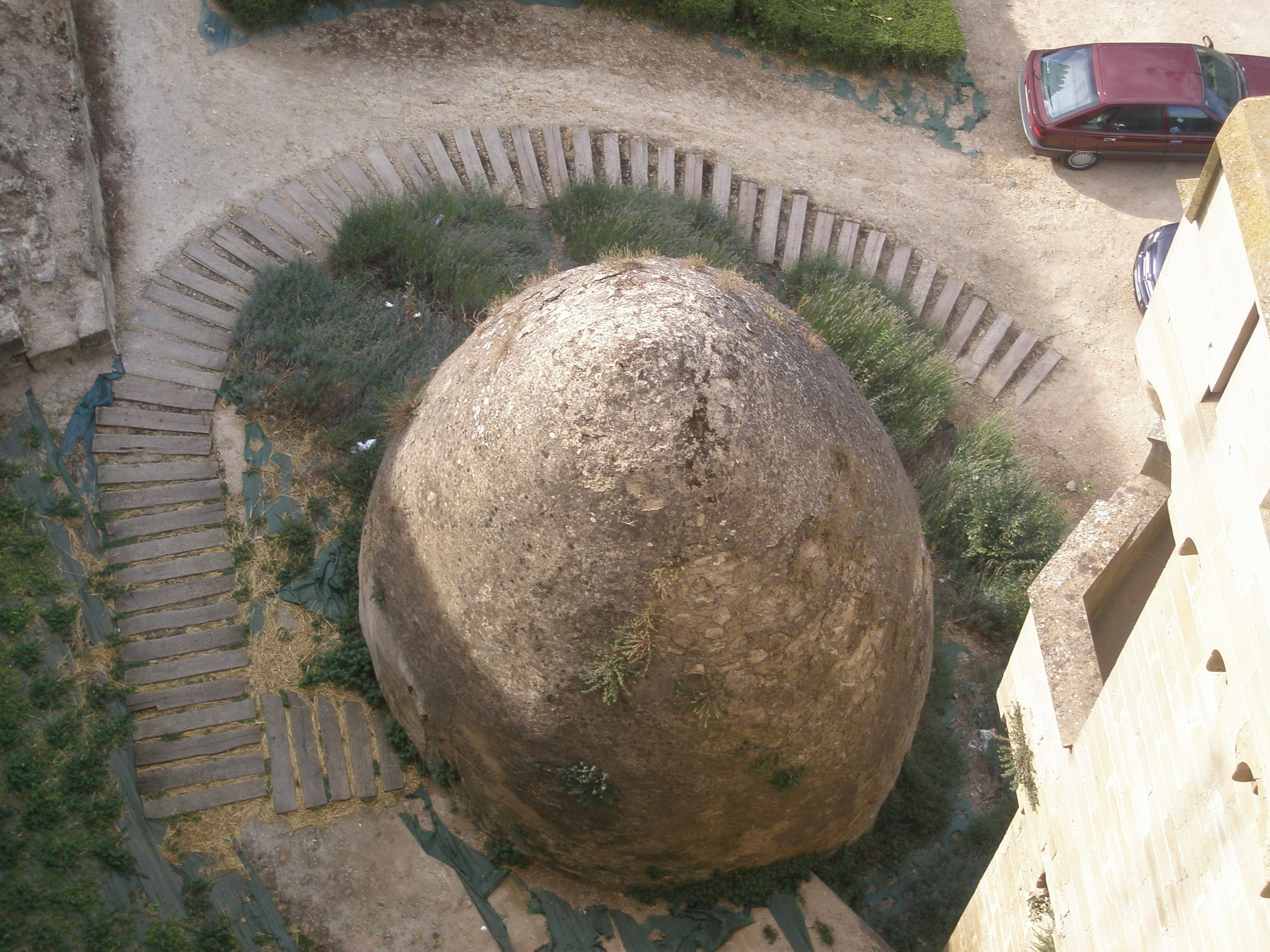
Glacière du palais.

## Personnalités
- Johan Periz de Maillata : notaire et secrétaire du roi Charles III le Noble et de sa fille doña Blanca. Il accompagna cette dernière pour la séparation d'avec Martín, roi de Sicile. De plus il rédigea les Nuevas Ordenanzas de Olite (nouvelles ordonnances d'Olite) de 1412. Fut maire d'Olite.
- Miguel de Oronsuspe : théologien qui assista au concile de Trente et prêcha dans celui-ci.
- Manuel Antonio Gurrea : contemporain du général Juan Antonio de Zaratiegui, bien que d'idées opposées. Jeune, il se lance au champ pour lutter contre les troupes françaises pendant la guerre d'Indépendance espagnole. Dans la première guerre carliste il lutta aux côtés des bandes libérales, face aux carliste. Il meurt à Andoain le 29 mai 1837 dans une valeureuse action militaire et est enterré sur le mont Urgull de Saint-Sébastien (Donosti en basque).
- Jesús García Leoz (Olite, 10 janvier 1904 - Madrid, 23 février 1953): compositeur. Étudia au conservatoire de Madrid avec Joaquín Turina (musicien) et Conrado del Campo. Fut un lecteur insatiable qui durant toute sa vie cultiva une fertile sensibilité. Parmi sa production prolifique on remarquera de nombreuses collaborations avec de grands artistes et littéraires. Il composera les bandes son des films comme Bienvenido Mister Marshall, Las Inquietudes de Shanti Andía, Balarrasa...
- Juan Antonio de Zaratiegui (es) : naquit dans une famille aisée d'Olite et depuis très jeune participera dans des actions militaires. Il deviendra très vite le bras droit du général Zumalacárregui. Il arrivera à occuper les charges de maréchal de champ dans la bande carliste et, celle-ci terminée, il devra s'exiler à l'étranger où il écrira une œuvre intéressante de caractère militaire Vida y Hechos del General Zumalacárregui.
- Victoriano Flamarique Biurrun (Beire, 1872 - Tarazona, 1946): curé et sociologue de Beire, fut un des principaux impulseurs au début du XXe siècle, d'initiatives sociales en faveur des classes ouvrières et paysannes. Il étudie la sociologie avec le jésuite Antonio Vicent à Valence et à son retour se charge d'appliquer les connaissances de la doctrine sociale de l'église dans la Ribera de Navarre. En 1900 il fonde la Caja Rural, pour contenir la fuite de l'argent des champs vers la ville. Il tentera toute sa vie durant d'améliorer la situation sociale et économique des petits travailleurs du milieu rural, raison pour laquelle il est aujourd'hui très reconnu.
- Mariano Cañardo Lacasta (es) (Olite, 5 février 1906 - Eibar, 20 février 1987) : cycliste professionnel entre 1926 et 1943, période durant laquelle il totalisera plus de 100 victoires. Il avait de bonnes qualité pour le contre la montre et la montagne. Il participe à la première édition du Tour d'Espagne, disputée en 1935, terminant second. Il participera également au Tour d'Italie et au Tour de France.
- Rafael Marañón (1948) : joueur de football international qui sa carrière principalement au Real Club Deportivo Español et au Real Madrid.

## Jumelage
Sauveterre-de-Guyenne (France) depuis 1988.

## Fêtes
- Fêtes patronales, du 13 au 19 septembre.
- Marché médiéval, organisé chaque année durant un week-end du mois d'août
- Santa Brígida, pèlerinage à l'ermitage de Sainte-Brigitte, sur le mont Encianar, célébré chaque année le samedi le plus proche du 22 mai.
- Virgen del Cólera. 26 août.

### Sources et bibliographie
- (es) Cet article est partiellement ou en totalité issu de l’article de Wikipédia en espagnol intitulé « Olite » (voir la liste des auteurs).
- Alejandro Díez, Olite, historia de un reino, Gráficas Lizarra, 1984.